# 樽井藤吉

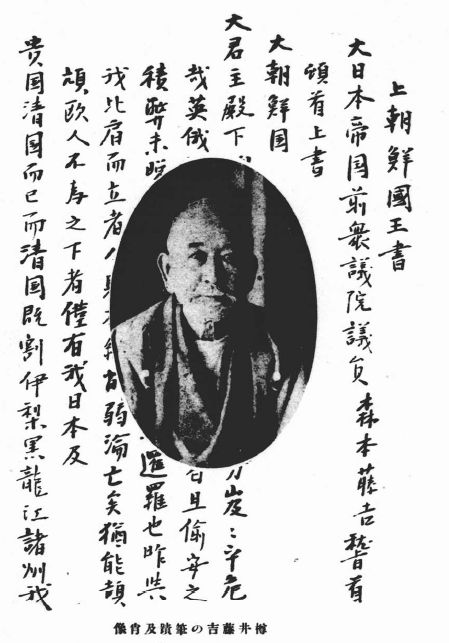
樽井藤吉

樽井 藤吉（たるい とうきち、嘉永3年4月14日（1850年5月25日） - 大正11年（1922年）10月25日）は、明治大正期の政治運動家。アジア主義者として知られる。別名森本藤吉。「丹芳」（にほ）という号を持っていた。

## 生涯
明治維新の激動を目の当たりにして商人をやめ家出、ある人の紹介で西郷隆盛の食客になる予定だったが、征韓論で西郷が下野しうやむやになった。その後1873年（明治6年）に上京し、平田派の井上頼圀に国学を学んだ。
1878年（明治11年）から1881年（明治14年）にかけて朝鮮近海の無人島を探し、その間に朝鮮にも立ち寄った。藤吉は征韓論を継承し朝鮮近海の無人島を征韓の根拠地にするつもりだったが、そのような島は見付からず探検は徒労に終った。
この探検失敗の後、1882年（明治15年）、藤吉は日本で初めて社会党の名を冠した「東洋社会党」を結成するも、結成後１か月で解散命令を受けた。
藤吉は党の再建を図り活動したが、そのため1年の禁固刑に処せられた。
出獄後、藤吉は玄洋社の平岡浩太郎（内田良平の叔父）らと交わり、また日本に亡命中の朝鮮開化派リーダーの金玉均に出会った。
金玉均を助けて朝鮮政府打倒を目論み、朝鮮に玄洋社の浪人連中を送る計画を頭山満と立てたが、藤吉と頭山の計画は、その約10年後「天佑侠」として実現された。
その最中の1885年（明治18年）大井憲太郎の大阪事件が起こり、藤吉も一味と疑われ投獄された。釈放後も反政府活動を続け何度か投獄されている。
1892年（明治25年）第2回衆議院総選挙で当選し、その在任中の翌1893年（明治26年）に『大東合邦論』を刊行した
。
議員を辞した後は鉱山経営を試みたが振るわず、貧困のうちに1923年（大正11年）死去。

## 思想
藤吉は主著『大東合邦論』（1893年）で日韓両国の対等な合邦国家建設（日韓併合の基本原理思想）を呼び掛けた。これは、大日本帝国と李氏朝鮮が支配していた19世紀から20世紀の日本民族と朝鮮民族が「大東」という日朝対等の一つの国家を形成し、独立を維持していく。そして、清国とは同盟関係を結び、西洋列強の侵略からアジアを防衛すると同時に、アジア復興を達成しようとする思想であった。この思想は、アジア侵略を先導した思想だとして、戦後大きな非難を受けた。しかし、藤吉の意識にアジア蔑視感はなく、純粋に対等合邦の道を模索していたことには留意せねばならない。